# PlayStation (Marke)
PlayStation (japanisch プレイステーション, Hepburn Pureisutēshon, offizielle Abkürzung PS) ist eine Videospiel-Marke des japanischen Elektronikkonzerns Sony, die mit Veröffentlichung der gleichnamigen Spielkonsole in Japan am 3. Dezember 1994 ins Leben gerufen wurde. Die Marke umfasst im Kern mehrere Generationen stationärer und tragbarer Spielkonsolen einschließlich diverser Peripheriegeräte und Softwareanwendungen sowie Merchandising-Produkte und Apps, Software und Onlinedienste des PlayStation Network.
Der Sony-Konzern unterhält mit seiner Tochtergesellschaft Sony Interactive Entertainment (SIE) einen eigenen Geschäftsbereich mit Niederlassungen und Entwicklungsabteilungen weltweit, der sich auf die PlayStation-Marke spezialisiert. Auch in anderen Geschäftsbereichen des Sony-Konzerns wie Mobiltelefonen und der Film- und TV-Sparte werden die PlayStation-Marke und ihre Produkte regelmäßig miteingebunden. Hauptkonkurrenten der Marke PlayStation sind Microsofts Videospiel-Marke Xbox und Nintendo.

## Geschichte

Erstes PlayStation-Logo, das 1994 mit der namensgebenden, ersten veröffentlichten, Spielkonsole PlayStation, entwickelt wurde und 2018 mit der PlayStation Classic wiederverwendet wurde

Mitte der 1990er Jahre sollte Sony ein CD-Laufwerk in Form eines Add-ons für Nintendos damalige aktuelle Spielkonsole Super Nintendo Entertainment System (SNES) entwickeln, dessen Codename bereits „Nintendo PlayStation“ war. Im Gegenzug würde es Sony erlaubt sein, eine eigene Konsole mit CD-ROM-Laufwerk zu entwickeln, welche die damals wertvolle SNES-Technologie nutzen könnte. Als Nintendo bekannt gab, mit dem niederländischen Unternehmen Philips einen Vertrag für das Projekt „SNES-CD“ abzuschließen (der allerdings wenig später wieder gekündigt wurde), entschied sich Sony dazu, mit den gesammelten Erfahrungen aus dem Joint-Projekt eine komplett eigenständige Spielkonsole, deren interner Projekttitel „PlayStation Experimental“ gelautet haben soll, zu entwickeln. Andere Quellen besagen hingegen, das X stünde für „Extreme“, wieder andere beziehen es auf „Expansion“, da Nintendo dieses Kürzel auch für sein SNES-Satelliten-Add-on SatellaView-X (BSX) benutzte. Darum trug sie bis zum Erscheinen der PSone bzw. der PlayStation 2 das inoffizielle Kürzel „PSX“. Mit Erscheinen des Nachfolgers „PlayStation 2“ im Jahre 2000 wurde das Gerät in PSone umbenannt, was auch eine optische Frischzellenkur des Geräts mit sich brachte, doch hält sich das Kürzel PSX weiterhin über die Lebenszeit der Konsole hinaus. Unter der offiziellen Bezeichnung „PSX“ veröffentlichte Sony in Japan einen Multimedia-Hybriden aus PS2 und Festplattenrecorder.

## Erfolge
Die Gesamtzahl aller weltweit verkauften PlayStation-Spielkonsolen beläuft sich (Stand: August 2018) auf etwa 525,3 Millionen. Damit ist PlayStation nach Nintendo (Stand: August 2018) – gemessen an den reinen Verkaufszahlen – die zweiterfolgreichste Videospiel-Marke aller Zeiten.
Die PlayStation war die erste Spielkonsole, die sich über 100 Millionen Mal verkaufen konnte.
Die PlayStation 2 gilt mit etwa 157,68 Millionen verkauften Einheiten als die bis heute (Stand: August 2023) meistverkaufte Spielkonsole.
Die PlayStation 3 konnte sich trotz vergleichsweise schwachem Verkaufsstart bis zum 31. März 2017 rund 87,4 Millionen Mal verkaufen und belegt damit nach der Wii von Nintendo den zweiten Platz der meistverkauften Spielkonsolen dieser Generation.
Die PlayStation 4 konnte sich bis zum 30. Juli 2019 etwa 100 Millionen Mal verkaufen und gilt damit in der aktuellen Konsolengeneration als die Spielkonsole mit den meisten verkauften Einheiten.

## Liste aller PlayStation-Produkte
Nachfolgend eine Auflistung aller Produkte, die zur Marke PlayStation gehören:
Stationäre Spielkonsolen
- PlayStation (1994[9][10])
  - PSone (Revision, 2000[9][10])
- PlayStation 2 (2000[11][12])
  - PlayStation 2 Slim (Revision, 2004[11])
- PlayStation 3 (2006)
  - PlayStation 3 Slim (Revision, 2009)
  - PlayStation 3 Super-Slim (Revision, 2012)
- PlayStation 4 (2013)
  - PlayStation 4 Slim (Revision, 2016)
  - PlayStation 4 Pro (Upgrade, 2016)
- PlayStation TV (2013)
- PlayStation Classic (Retro-Konsole, 2018)
- PlayStation 5 (2020)
  - PlayStation 5 Digital Edition (2020)
  - PlayStation 5 Slim (2023)
  - PlayStation 5 Pro (Upgrade, 2024)

Handheld-Konsolen
- PocketStation (1999)
- PlayStation Portable (2004)
- PlayStation Vita (2011[13])
- PlayStation Portal (2023)

Smartphones
- Sony Ericsson Xperia Play (2011)

Controller
- PlayStation-Controller (1994[10])
  - Dual-Analog-Controller (Upgrade, 1997[14][10])
  - DualShock-Controller (Upgrade, 1997[10])
- DualShock-2-Controller (2000)
- SIXAXIS-Controller (2006)
- DualShock-3-Controller (2007)
- DualShock-4-Controller (2013)
- DualSense-Controller (2020)
- DualSense Edge-Controller (2023)
- PS5 Access-Controller-Kit (2023)

Onlinedienste
- PlayStation Network (2006)
  - PlayStation Store (Service, 2006)
  - PlayStation Plus (Upgrade, 2010)
  - PlayStation Video (Service, 2010)
  - PlayStation Now (Service, 2014)
  - PlayStation Music (Service, 2015)
  - PlayStation Home (Software, 2008 veröffentlicht, 2015 eingestellt[15])

Peripheriegeräte
- PUD-J5A (2002)
- PlayStation Eye[16][17] (2007)
- PlayStation VR (2016)
- PlayStation VR2 (2023)
- Bluetooth-Fernbedienung (BD Remote)
- PlayStation Move (2010)
- Buzz!-Wireless-Buzzer (2008)
- SingStar-Mikrofone
- Gitarre
- PlayTV (2008)
- Bluetooth-Headset
- Bluetooth-Tastatur
- PlayStation Camera (2013)

Apps
- PlayStation Mobile (2011, eingestellt)
- PlayStation App (2011)
- PS Remote Play (2014)
- PlayStation Messages (2015, eingestellt)

Merchandising
- PlayStation Sneaker (DualShock-4-Design) (2018[18])
- PlayStation Sneaker (PlayStation-Design) (2018[19][20][21])
- diverse Oberteile, T-Shirts, Kapuzenjacken und Sammelfiguren[22]

## PlayStation Network
Das PlayStation Network (kurz: PSN) stellt mit rund 110 Millionen registrierten Nutzern (Stand: Juni 2013) und über 90 Millionen monatlich aktiven Nutzern (Stand: November 2018) Sonys Online-Community dar. Es bietet verschiedene Onlinedienste an.
- PlayStation Store – Über den PlayStation Store werden herunterladbare Inhalte vermarktet.
- PlayStation Plus – Für den Online-Multiplayer ist für jedes nicht-Free-to-Play-Spiel zusätzlich PlayStation Plus, ein kostenpflichtiges Upgrade der PlayStation Network-Mitgliedschaft, erforderlich. PlayStation Plus bietet zusätzlich noch weitere Features.
- PlayStation Now – PlayStation Now ist ein kostenpflichtiger Streamingdienst für Videospiele der PlayStation-1-, -2 und -3-Ära, über den (Stand: April 2019) über 600 Titel heruntergeladen oder gestreamt werden können.[25]
- PlayStation Music – PlayStation Music ist ein Musik-Streamingdienst, der auf über 30 Millionen Songs von Spotify zugreift.
- PlayStation Video – PlayStation Video ist ein Online-Film- und -Serien-Vertriebsdienst.
- PlayStation Home – PlayStation Home war eine Software einer virtuellen Welt, in der sich Nutzer miteinander treffen konnten und auf virtuellen Marktplätzen einkaufen konnten. Jeder Nutzer verfügte zudem über ein virtuelles Haus, das er selbst einrichten konnte. PlayStation Home wurde am 1. April 2015 eingestellt.[15]

Ausfall des PlayStation Network
Am 17. April 2011 fiel das komplette PlayStation Network auf Grund eines externen elektronischen Angriffs aus. Am 20. April 2011 wurde das PlayStation Network abgeschaltet. Der Ausfall dauerte insgesamt 23 Tage an.

## Marketing

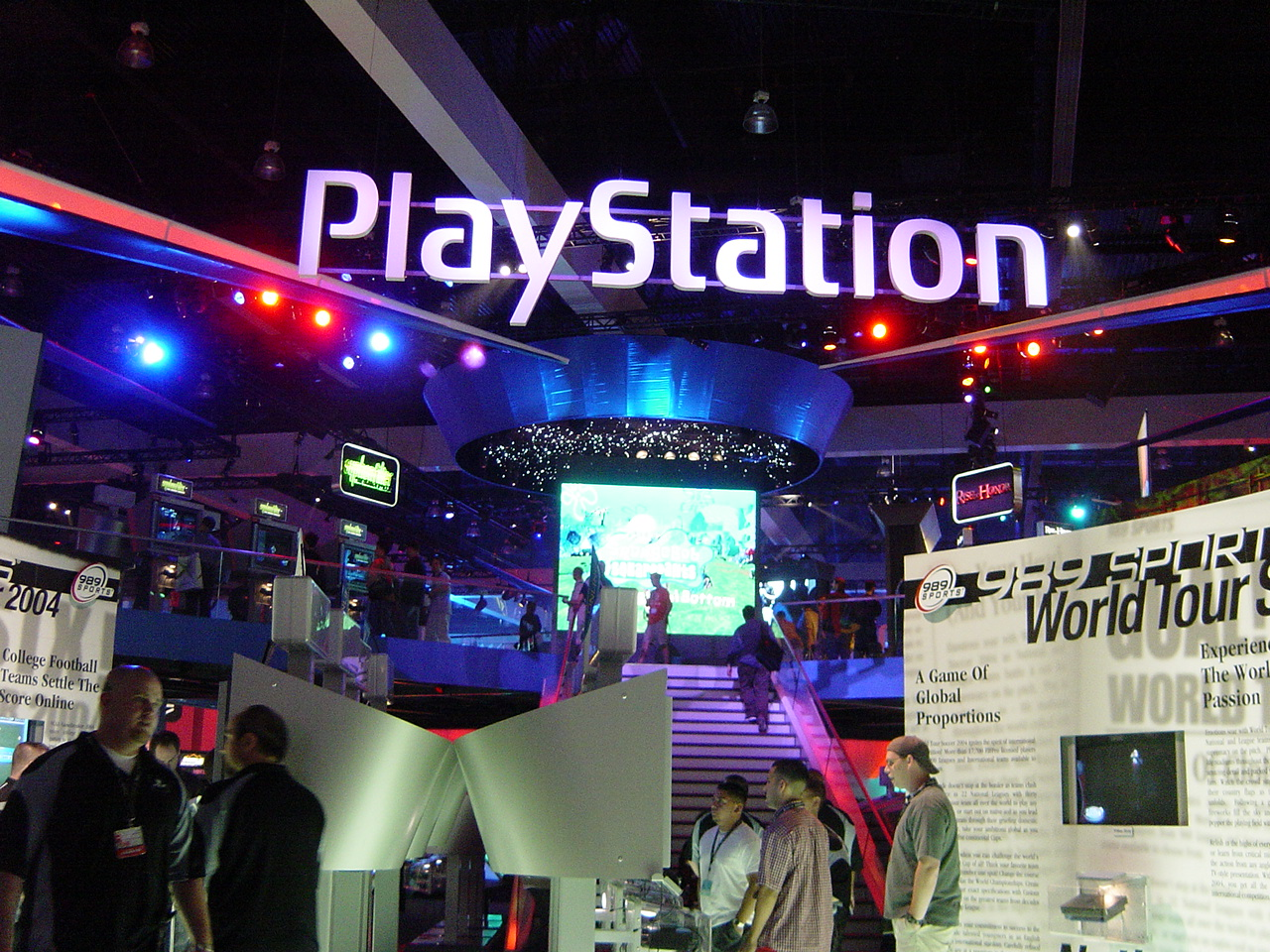
Werbung für PlayStation auf der Electronic Entertainment Expo (2003)

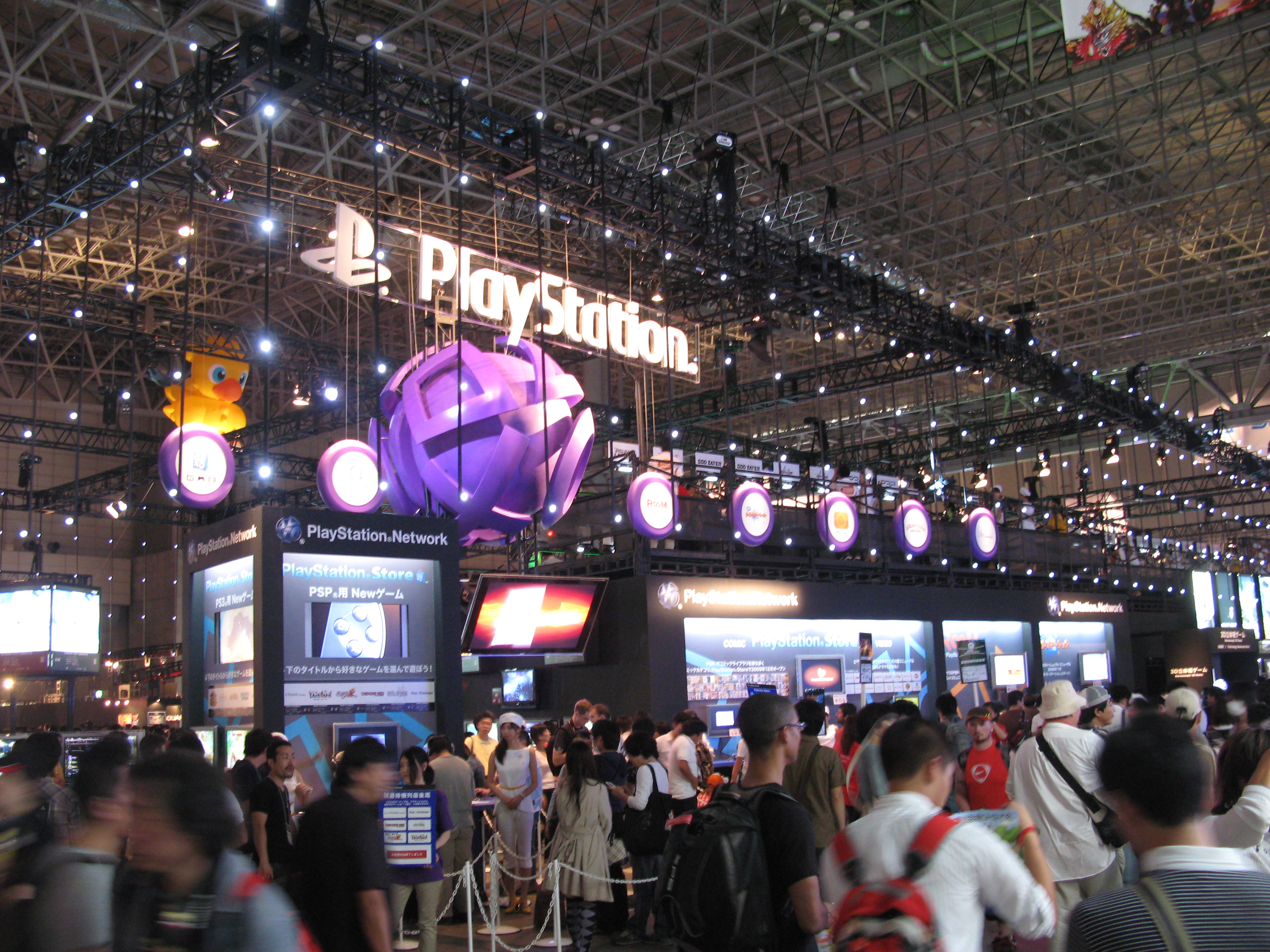
PlayStation-Stand auf der Tokyo Game Show (2009)

### Zielgruppe
In Werbespots für PlayStation-Produkte werden meist Jugendliche oder junge Erwachsene im Alter von 15 bis 30 Jahren, die gemeinsam Spiele auf einer PlayStation-Spielkonsole spielen, gezeigt. Sony hebt sich damit vom eher kindlichen und familiären Image ihres Konkurrenten Nintendo ab, die in ihren Werbespots meist Kinder mit ihren Familien zeigen, die vorrangig Gelegenheitsspiele spielen. Damit verfolgt Sony ein ähnliches Marketingkonzept wie auch Microsoft mit ihrer Videospiel-Marke Xbox.

### Slogans (Auswahl)
PlayStation
- „U R Not E“
- „It's not a game.“ (2000)[28]
- „eNoS Lives“
- „Do Not Underestimate The Power of PlayStation.“

PlayStation 2
- „Fun, Anyone?“ (2003)[29]
- „The third place.“ (2001)[29]
- „The action place. The joy place. The third place.“ (2003)[29]
- „The Beginning.“
- „(Welcome to the) Third Place.“
- „Live In Your World, Play In ours.“
- „The ultimate just got better – PlayStation 9 – teleport yours today.“

PlayStation Portable / Street / PSPgo
- „Dude, get your own.“[30][31]
- „Take me Out.“[32]
- „Your Whole World In Your Hands.“[33]
- „Step your game up™“[34][35][36]
- „Get your game on.“
- „Everywhere just got better.“[37]
- „GIRLZ PLAY TOO.“[38]
- „Good morning, PSP®“ (Japan exklusiv)[39]

PlayStation Vita
- „NEVER STOP PLAYING“[40]
- „TWICE THE FUN“ (french exclusiv)[41]
- „Touch both sides for added enjoyment.“ (French exclusiv)[42][43]

PlayStation 3
- „The Wait Is Over“
- „WELCOME CHANG3“[44]
- „This is Living.“
- „Play B3yond“
- „It Only Does Everything“[45]
- „The Game Is Just The Start. Start PS3.“
- „Long Live Play“ (PlayStation 3 Slim)

PlayStation Move
- „THIS CHANGES EVERYTHING“[46]
- „MOVE INTO THE ACTION.“[47]

PlayStation 4
- „THIS IS FOR THE PLAYERS“[48]
- „See the Future“
- „Greatness Awaits“[49]
- „WHERE THE GREATEST PLAY“[50]
- „Push the boundaries of Play“[51]

PlayStation 5
- „Play Has No Limits“[52]
- „Witness Play Unleashed“ (PlayStation 5 Pro)[53]